# Els Verds-Opció Verda
Els Verds-Opció Verda és una partit polític que s'origina a partir de militants en desacord amb la decisió de la majoria de Els Verds (Confederació Ecologista de Catalunya) d'abandonar Iniciativa per Catalunya-Els Verds.
Partidaris d'un acord amb Iniciativa per Catalunya al principi, l'autoqualificació de Verds per part d'Iniciativa va enrarir la seva relació. Va ser reconeguda per part de Los Verdes com a integrant seus i va realitzar un acord amb el PSC concorrent com a independents en les llistes del PSC a les eleccions legislatives de 2004, en el marc de l'acord PSOE-Los Verdes a nivell espanyol.
Els Verds-Opció Verda té com a líder a Joan Oms, que va ésser diputat independent per la circumscripció electoral de Barcelona al Congrés dels Diputats d'Espanya durant 2006-2008, a mitjan legislatura. Això va ser possible per la renúncia de José Montilla per prendre el càrrec de president en la Generalitat de Catalunya i el pacte que en 2004 havia unit temporalment a la Confederació dels Verds i el PSOE. Aquesta circumstància va fer que Opció Verda entrés de facto a la Confederación de Los Verdes.
En les eleccions Generals del 2008 Els Verds-Opció Verda va trencar l'acord amb el PSC i Joan Oms encapçalà la llista d'aquesta organització obtenint a Catalunya 4.000 vots.